# Jean Rose
Adolphe Jean Rose est un physicien français né le 15 décembre 1915 à Pleudihen-sur-Rance dans les Côtes-d'Armor en Bretagne et mort le 12 avril 1992 dans le 13e arrondissement de Paris.

## Biographie
Né de parents instituteurs, Adolphe François Rose, né le 9 février 1882 à Saint-Samson-sur-Rance (22100) et Alphonsine Marie Le Béchel, née le 12 août 1884 à Anctoville (14240). Sa mère fut la directrice de la première école de cette bourgade des bords de la Rance. Adolphe Jean Rose s'est marié à la Garenne-Colombe, à Louise Leleu, avocate à la Cour d’Appel de Paris. Il est père de deux enfants : Michèle et Nicole, nées respectivement les 19 février 1945 et 12 janvier 1948, l’une est docteur en médecine l’autre docteur ès-sciences.
Adolphe Jean Rose était considéré comme le meilleur spécialiste français de l'utilisation des rayons X appliqués à la minéralogie.
Secrétaire général pendant près de 25 ans, puis président, en 1968, de la Société française de minéralogie et de cristallographie, il a également présidé l'Association générale des conservateurs des collections publiques de France, l'Association des membres de l'Ordre des Palmes Académiques de Paris 4ème et 8ème arrondissements, la Fédération Nationale des Clubs Scientifiques (FNCS), du Palais de la Découverte et de l’Association Française pour l’Avancement des Sciences (AFAS) en 1979, avant d'en être son rédacteur en chef de 1983 à 1988 et enfin son secrétaire général de 1990 à 1991. Il était membre du Comité français du Conseil international des Musées (ICOM) et de très nombreux conseils d'administration.
En Côtes-d'Armor, il est surtout connu pour avoir été l'initiateur du planétarium de Pleumeur-Bodou.

### Carrière
Adolphe Jean Rose était docteur ès sciences et ancien directeur du laboratoire de cristallographie appliquée du Centre national de la recherche scientifique.
Après un premier cycle d'études au collège de Dinan, Adolphe Jean Rose intègre la Faculté des sciences de Paris, où il obtint le titre de docteur ès sciences. Nommé chef de travaux au Laboratoire de minéralogie de la Sorbonne dirigé, par Jean Wyart, puis maître de conférences adjoint à la Faculté des sciences de Paris, il devint membre du Comité national du CNRS en 1955 et enfin directeur général des laboratoires du CNRS de Bellevue de 1957 à 1964. 
Dans son allocution au troisième congrès international de cristallographie, qui s'est tenu à Paris, Charles Mauguin, membre de l'Institut et président du congrès, le cite comme « bras droit de Jean Wyart ».
Concepteur d’une machine, construite au CNET, destinée à l’usage de chercheurs universitaires, pour effectuer la sommation rapide des séries de Fourier pour calculer des densités électroniques en cristallographie. Il a également été conseiller scientifique, pour la cristallographie, de l'industriel Paul Beaudouin, neveu du constructeur Charles Beaudouin . 
En 1937, il participe au travail de l'équipe de minéralogistes et cristallographes qui, aux côtés de Jean Wyart, accompagne les premiers pas du Palais de la Découverte, qu'il dirige ensuite de 1965 jusqu'à sa retraite en décembre 1983.
Il est l'auteur de très nombreux travaux scientifiques portants sur l'optique des rayons X appliqués à la minéralogie. Il a participé avec les laboratoires du CNET à Lannion à la réalisation de monocristaux de quartz synthétiques qui trouvèrent de nombreuses applications dans les oscillateurs.
Au Palais de la Découverte, il a imprimé un dynamisme nouveau et une politique de renouvellement des salles d'expériences. Il a su préserver l'établissement sur lequel a très vite pesé des menaces. Il a développé les activités tant en direction des scolaires que du grand public, contribuant ainsi à la renommée internationale du Palais. Il crée la Revue du Palais de la Découverte, dont le 1er numéro est publié en octobre 1972.
En 1973, il choisit Trélevern, pour réunir le Comité international des musées des sciences et des techniques où se sont retrouvés 14 nations pour partager, entre autres, son projet d'exposition itinérantes au service des écoles rurales.
Dans la note nécrologique publiée dans la revue de l’Afas, à son décès en 1992, on peut lire, entre autres : En tant que président de l'Association française pour l'Avancement des Sciences, il a organisé, en 1979, un congrès à Trégastel sur la conquête de l'espace, congrès qui a laissé dans les mémoires un souvenir inoubliable. Alors que notre association connaissait des moments difficiles, il a réussi à augmenter le nombre de nos adhérents et surtout il a résolu l'épineux problème de notre siège social et de notre secrétariat, d'abord rue Blanche, chez les Ingénieurs civils de France, puis, à la Cité des sciences et de l'industrie de La Villette. En tant que délégué du président, puis en tant que secrétaire général, il fut l'organisateur minutieux des congrès d’Orléans (1989 et 1990) et de Paris (1991). Il a été à l'origine du grand succès de ces manifestations. Il se dépensait sans compter pour notre association et c'est avec une certaine émotion qu'il a reçu, le 1er février 1992, des mains d'Hubert Curien, ministre de la recherche et de la technologie, la médaille de l'AFAS.

## Distinctions
- Prix d’Arsonval, 1941
- Prix carrière de Minéralogie et Géologie, décerné par l’Académie des sciences, 1949
- Officier d’Académie, 1953
- Chevalier de l’Ordre de Léopold, 1958
- Chevalier de la Légion d’Honneur, 1959
- Officier des Palmes Académiques, 1962
- Officier de l’ordre national du Mérite, 1967
- Commandeur de l’Ordre des Palmes académiques (13 juillet 1967)
- Médaille Vermeil de la Société d’Encouragement au Progrès, 1971
- Officier de la Légion d’Honneur, 1971
- Grande Médaille des Activités d’enseignement décernée par la Société d’Encouragement pour l’Industrie nationale, 1972
- Officier de l’Ordre des arts et des lettres, 1972
- Médaille de Vermeil de la Société d’Encouragement pour la Recherche et l’Invention, 1974
- Prix Jean-Jacques Berger décerné par l’Académie des Sciences, 1974
- Médaille d’Or de l’Université de Liège, en 1975
- Médaille « Léonardus Vincius Florentinus Doctor Ingéniarius » de la Fédération internationale des Docteurs-Ingénieurs et Ingénieurs Docteurs ès sciences, en 1976
- Commandeur de l’ordre national du Mérite (décret 12 décembre 1980)
- Médaille d’Or de l’Université de Prague, 1982
- Chevalier de l'Ordre de Léopold, 1984

## Publications
- Sur la dissociation thermique du carbonate de zinc, Comptes rendus de l'Académie des sciences, 208, 905-6, 1939
- la dissociation thermique du carbonate de zinc, Comptes rendus de l'Académie des sciences, 208, 1914-5, 1939
- Spectre X en rayonnement rigoureusement monochromatique, Comptes rendus de l'Académie des sciences, 222, 805-6, 1946
- Amélioration apportées à l’obtention des spectres de Debye et Scherrer. Application : contribution à l’étude de l’oxyde de zinc actif, Thèse de doctorat d’État, Bulletin de la Société française de Minéralogie et de Cristallographie, 71, 15-108, 1947
- Tube à rayons X a anticathode mobile, Comptes rendus de l'Académie des sciences, 224, 460, 1947
- Améliorations apportées à l'obtention des spectres Debye et Scherrer. Contribution à l'étude de l'oxyde de zinc actif, A.-J. Rose, Bulletin de Minéralogie, Année 1948, 71-1-3 pp. 15-108
- Machine à calculer permettant la détermination des fonctions périodiques et leur introduction dans les calculs. Application à la sommation  des séries de Fourier et au calcul des facteurs de structuration en cristallographie, Journal des recherches du CNRS, n°7, 139-144, 1948
- Formation de gypse, par voie biologique, dans certaines altérations des pierres des monuments, J. Pochon, A. J. Rose, Y.T. Tchan, J. Augier, Comptes rendus de l'Académie des sciences, 228, 438-9, 1949
- Méthode de calcul pour la sommation des séries de Fourier, A.J. Rose et R. Rimsky, Bulletin de la Société française de Minéralogie et Cristallographie, 72, 305-318, 1949
- Tube à rayons X à foyer très fin, A.-J. Rose, Bulletin de la Société française de Minéralogie et de Cristallographie, volume 80, 7-9, 1957. pp. 397-398, 1949
- Appareillage de précision pour spectrographie X, Bulletin de la Société française de Minéralogie et de Cristallographie, 73, 63-92, 1950
- Étude de la structure cristalline du chlorure de cobalt triéthylène diamine, Co(NH2-CH2-CH2NH2)3Cl3,3H2O, A. Rimsky, A. J. Rose et J. Wyart, Bulletin de la Société française de Minéralogie et de Cristallographie, 73, 6-7, 1950
- Les rayons X. Technique générale du laboratoire de physique, chap. 19, édité par le CNRS, sous la direction de J. Surugue, 3, 65-217, 1951
- Méthode de calcul des densités électronique dans la détermination des structures cristallines, Utilisation des machines à cartes perforées, A. Rimsky, G. Eller, A.J. Rose et J. Gguilhaumou, Bulletin de la Société française de Minéralogie et de Cristallographie, 74, 197-206, 1951
- Remarques sur le dépouillement des diagrammes Seeman-Bohlin, J. Berthelot et A. J. Rose, Bulletin de la Société française de Minéralogie et de Cristallographie, 75, 295-6, 1952
- Nouveau groupe radiocristallographique, A. J. Rose, 77e Congrès des Sociétés savantes, 209-13, 1952
- Réalisation de demi-diagrammes symétriques Debye-Scherrer, par transmission, en rayonnement filtré, A. J. Rose, Comptes rendus de l'Académie des sciences, 235, 74-6, 1952
- Abaques donnant les caractéristiques des monochromateurs à lames courbes pour rayons X, J. Berthelot, C. Rérat et A. J. Rose, Journal des recherches du CNRS, N° 22, 55-60, 1953
- Techniques radiocristallographies. Quelques applications des propriétés des rayons X, Chimie et Industrie, 70, N°1, 44-52, 1953
- Généralisation du principe de Bragg-de Broglie, A. J. Rose, Acta Cryst., 7, 483-486, 1954
- Réalisation d’une chambre à poudre sur le principe de Brentano, C. Rérat et A. J. Rose, Bulletin de la Société française de Minéralogie et de Cristallographie, volume 77, 4-6, 1954
- Faisceaux X intenses et bien définis en radiocristallographie, J. Barraud et A. J. Rose, Bulletin de la Société française de Minéralogie et de Cristallographie, volume 77, 4-6, 1954
- Tables permettant le dépouillement des diagrammes de rayons X et abaques de réglages des monochromateurs à lame courbe, Adolphe Jean Rose, Centre national de la recherche scientifique éditions, 1957, 142 p.
- Répertoire de matériel cristallographique. Index of crystallographic supplies, Adolphe-Jean Rose, Union internationale de cristallographie, Commission des appareils cristallographiques, 1959
- Le Palais de la Découverte, Paris, Revue Museum, volume XX, n°3, 1967
- La culture et participation, Le Monde, 18 juillet 1968
- Le Palais de la Découverte, Institut d’Université (Sa participation aux projets de développement des activités socio-culturels), article rédigé dans le cadre de la Réforme de l’Université, 24 septembre 1968
- Rôle du musée de science et de technique industrielle, par Jean Rose et Charles Penel, ICOM, Volume XXV n° 1-2, pp. 45, Janvier/Décembre 1973 [6]
- Le Palais de la Découverte, Bulletin de liaison et d’information pédagogique (enseignement à distance), 1973

## Prix scientifique
Un prix Jean Rose, destiné à récompenser un physicien ou une physicienne de moins de 35 ans, auteur de recherches originales dans le domaine de la minéralogie ou de la cristallographie a été attribué de 1995 à 2000, à :
- 1995 : Emmanuel Fritsch pour l’ensemble de ses travaux sur la gemmologie.
- 1996 : Monica Rotaru, pour son étude sur Les anomalies isotopiques des éléments du groupe du fer dans les météorites.
- 1997 : Lydie Forestier pour son étude sur Les résidus ultimes de l’incinération des déchets ménagers : caractérisation chimique et minéralogique, essai de stabilisation par vitrification et comportement des verres à la lixiviation.
- 1999 : Daniel Neuville pour sa thèse Étude des propriétés thermodynamiques et rhéologiques des silicates fondus et Laurent Cormier pour sa thèse Etude structurale de l’environnement de cations dans des verres d’oxydes par diffusion des neutrons.
- 2000 : Ina Reiche pour sa thèse Processus physicochimiques d’altération des ossements et des ivoires anciens.

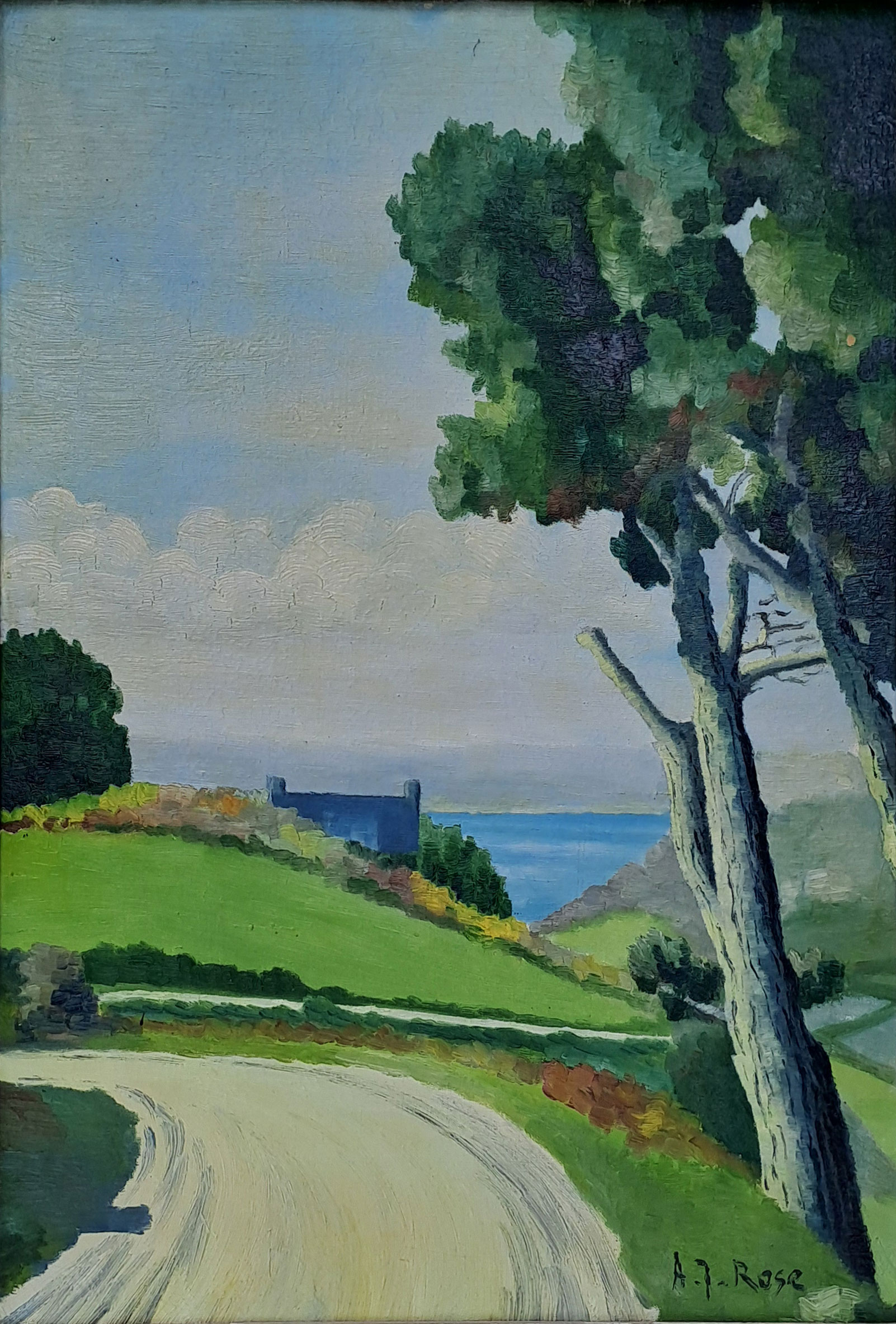
Rue de Port L'Epine, Trélévern, Côtes d'Armor. Auteur: Jean Rose